# Jan Veselý
Jan Veselý (Ostrava, 24. travnja 1990.) češki je profesionalni košarkaš. Igra na poziciji krilnog centra, a može igrati i nisko krilo.  Izabran je u 1. krugu (6. ukupno) NBA drafta 2011. od strane Washington Wizardsa. Trenutačno je član Fenerbahçe Ülkera.
Karijeru je započeo 2007. u Geoplin Slovanu, a već nakon jedne sezone u slovenskom prvoligašu odlazi u Partizan.

## Vanjske poveznice
- Profil na NLB.com (engl.)
- Profil  Arhivirana inačica izvorne stranice od 25. listopada 2015. (Wayback Machine) na draftexpress.com (engl.)